# Wilhelm Nolte
Wilhelm Nolte (Litzensommern, in de buurt van Bad Tennstedt, 1772 – ?, ?) was een Duits componist en militair kapelmeester.
Nolte was vanaf 1803 hoboïst in het Regiment van de hertog van Brunswijk-Oels. In 1815 werd hij militaire kapelmeester van de Militaire muziekkapel van het keizer Franz garde grenadier regiment nr. 2 te Berlijn en bleef in deze functie tot 1822. De door hem gecomponeerde Mars naar motieven uit het ballet «Zefir i Flora (Zephyr und Flora)» van Catterino Cavos en de Mars naar motieven uit de opera "La vestale (Die Vestalin)" van Gaspare Spontini zijn in de Marsencollectie van het Pruisische leger opgenomen. Zijn bekendste compositie voor harmonieorkest is Die Schlacht bei Leipzig. 